# Hysteria (The Human League-album)
Hysteria är ett album av den brittiska gruppen The Human League utgivet 1984. Det var deras första album sedan succén med Dare 1981. Gruppen hade stora problem med att åstadkomma en uppföljare, bland annat lämnade producenterna Martin Rushent och Chris Thomas båda projektet.
Hysteria nådde 3:e plats på brittiska albumlistan, 6:e plats på Sverigetopplistan och 62:a plats på amerikanska albumlistan. Albumets tre singlar The Lebanon, Life on Your Own och Louise nådde alla topp 20 på brittiska singellistan, men ingen av dem tog sig in på topp 10.

## Låtförteckning
1. "I'm Coming Back" (Oakey, Wright) – 4:07
2. "I Love You Too Much" (Burden, Callis, Wright) – 3:26
3. "Rock Me Again and Again and Again and Again and Again and Again (Six Times)" (Austin, Brown) – 3:32
4. "Louise" (Callis, Oakey, Wright) – 4:55
5. "The Lebanon" (Callis, Oakey) – 5:03
6. "Betrayed" (Oakey, Wright) – 4:02
7. "The Sign" (Burden, Callis, Oakey) – 3:46
8. "So Hurt" (Burden, Callis) – 3:53
9. "Life on Your Own" (Callis, Oakey, Wright) – 4:06
10. "Don't You Know I Want You" (Burden, Callis, Oakey) – 3:09

Bonusspår på CD-utgåvan 2005
1. "Thirteen" (B-sida "The Lebanon")
2. "The World Tonight" (B-sida "Life on Your Own")
3. "The Lebanon" (extended version)
4. "Life on Your Own" (extended version)
5. "The Sign" (extended version)